# Termaerogenita
La termaerogenita és un mineral de la classe dels òxids que pertany al grup de l'espinel·la. El nom és una combinació del grec θeρμόζ, calent, αέριον, gas, i γενήζ nascut de, que junt vol dir "nascut del gas calent", al·ludint a l'origen fumaròlic del mineral.

## Característiques
La termaerogenita és un òxid de fórmula química CuAl₂O₄. Va ser aprovada com a espècie vàlida per l'Associació Mineralògica Internacional l'any 2018, sent publicada per primera vegada el mateix any. Cristal·litza en el sistema isomètric. És l'anàleg d'alumini de la cuprospinel·la. Forma una solució sòlida amb la gahnita.
L'exemplar que va servir per a determinar l'espècie, el que es coneix com a material tipus, es troba conservat a les col·leccions del Museu Mineralògic Fersmann, de l'Acadèmia de Ciències de Rússia, a Moscou (Rússia), amb el número de registre: 5192/1.

## Formació i jaciments
Va ser descoberta a la fumarola Arsenàtnaia, al volcà Tolbàtxik (Krai de Kamtxatka, Rússia), on es troba en forma de cristalls octaèdrics de fins a 0,02 mm de diàmetre, generalment fent intercreixements formant clústers de fins a 1 mm de diàmetre. Es tracta de l'únic indret de tot el planeta on ha estat descrita aquesta espècie mineral.